# Potwór z kosmosu
Potwór z kosmosu (ang. TerrorVision) – amerykańska komedia grozy science fiction z 1986 roku w reżyserii Teda Nicolaou.

## Fabuła
Na planecie Pluton kosmici podczas utylizacji śmieci zmieniają potwornego mutanta w energię i wysyłają ją w kosmos. Tymczasem na Ziemi rodzina Puttermanów otrzymuje telewizję satelitarną, po zamówieniu anteny satelitarnej typu DIY. Głowa rodziny, Stanley uparcie stara złożyć antenę, ignorując zalecenia serwisanta Nortona. Do Puttermanów też przyjeżdża w odwiedziny ojciec Stanleya, emerytowany wojskowy i ekscentryczny surwiwalowiec. Sygnał telewizyjny jest początkowo słaby, ale nagle wzmacnia się, gdy w talerz uderza grom obcej energii. Zachwyceni Puttermanowie przeglądają różne kanały, gdy pojawia się MTV, ojciec Stanleya domaga się wyłączenia uważając stację za międzynarodowy spisek. Podczas szarpaniny pilota antena wariuje i wybucha. Gdy zdaje się, że znowu potrzebny będzie Norton, sygnał telewizyjny wraca.
Stanley i jego żona Raquel wychodzą na spotkanie swingersów, a jego ojciec ma pilnować swych wnuków – małoletniego Shermana, pasjonata horrorów oraz nastoletnią Suzy myślącą o chłopakach i rockowych zespołach. Przed wyjściem rodziców do Suzy przychodzi jej nowy chłopak – heavymetalowiec O.D. Sherman i dziadek oglądają filmy w programie Medusa’s Midnight Horrorthon. Dziadek uważa, że horrory i filmy wojenne uczą sztuki przetrwania. W czasie przerwy reklamowej dziadek ponownie testuje antenę i na ekranie pojawia się mutant z Plutonu, jednak brany jest za element filmu. W końcu Sherman i dziadek zasypiają podczas seansu. Na sygnale ponownie jest mutant z Plutonu, który w końcu się materializuje i budzi śpiących.
Obaj biorąc bestię za włamywacza w kostiumie halloweenowym uzbrajają się w schronie przeciwatomowym. Tymczasem przyjeżdża wcześniej zawiadomiony Norton, by sprawdził ewentualne szkody w antenie. Zauważa na urządzeniu dziwną maź i wkrótce zostaje pożarty przez mutanta, który robi to samo z dziadkiem. Rodzice Shermana przyjeżdżają później wraz ze swingersami Cherry i Spiro. Pomimo próśb Shermana, Raquel zamyka go w schronie, aby nie zepsuł im wieczoru. Stanley chcąc pochwalić się telewizją satelitarną odbiera sygnał z Plutonu, gdzie dyrektor sanitarny Pluthar prosi Ziemian o likwidację odbiorników satelitarnych, by uchronić ich przed mutantem, jednak zostaje wzięty za film o inwazji Marsjan.
Spiro i Cherry idą baraszkować w jacuzzi, gdy zostają pożarci przez mutanta. Stanley i Raquel dowiedziawszy się o skłonnościach gejowskich Spira chcą z nim rozmówić i także zostają zabici przez monstrum. Sherman dzwoni na policję, ale biorą go za dowcipnisia. Dzwoni też do Medusy, gospodyni Medusa’s Midnight Horrorthon, która również go ignoruje uważając go za wariata. Wobec tego bierze sprawy w swoje ręce i uwalnia się ze schronu. W międzyczasie z randki wracają Suzy i O.D. Oni też nie wierzą Shermanowi, szczególnie że mutant ma zdolność imitacji swych ofiar. W końcu mutant się ujawnia się. Gdy ma zjeść O.D., oszczędza go biorąc go za dawnego opiekuna z Plutonu. Korzystając z uspokojenia się mutanta O.D. i rodzeństwo uczą go spożywania ziemskich pokarmów.
Mutant jest uczony ziemskiej kultury. Sherman, Suzy i O.D. zamierzają zarobić na nim duże pieniądze. Dzwonią do Medusy w nadziei na pojawienie się w telewizji. Początkowo ich lekceważy, ale okazuje zainteresowanie, gdy obiecują zorganizować przyjęcie. Jednak wkrótce zamiast niej przyjeżdża oficer policji Nutky zamierzający aresztować Shermana za rzekome dowcipy. Mutant domaga się telewizji i O.D. chcąc go uspokoić skacze po kanałach i trafia na przekaz Pluthara, co rozsierdza potwora. Zabija O.D., a Sherman z Suzy chowa się w schronie zostawiając Nutkyego na pastwę mutanta. Sherman i Suzy po obmyśleniu planu decydują się na zniszczenie potwora. Sherman rozwala telewizory, a Suzy idzie po rodziców, mylnie sądząc, że wciąż żyli. Po poznaniu ich losu dzieci przeprowadzają nieudany atak z zaskoczenia potwora.
Poprzez sygnał telewizyjny przybywa Pluthar, który wyjaśnia dzieciom że mutant to Głodna Bestia, plutoński odpowiednik domowego zwierzęcia, która z powodu niestabilności szybko się mutuje i tworzy zagrożenie i konieczna jest jego utylizacja. Tymczasem przyjeżdża Medusa ze swym szoferem Alem. Medusa zabija Pluthara, błędnie wierząc, że w rzeczywistości jest on bestią opisaną jej przez Puttermanów. Kiedy nadchodzi prawdziwy potwór, potężnym podmuchem powietrza zaczyna wciągać wszystko do paszczy. Następnego ranka szofera Medusy budzi jej prymitywna imitacja mutanta ukrywającego się na tylnym siedzeniu samochodu, żądając zabrania do studia telewizyjnego.

## Obsada
- Chad Allen – Sherman Putterman
- Diane Franklin – Suzy Putterman
- Mary Woronov – Raquel Putterman
- Gerrit Graham – Stanley Putterman
- Bert Remsen – dziadek Putterman
- Jon Gries – O.D. Riley
- Jennifer Richards – Medusa
- Frank Welker –
  - Głodna Bestia z Plutonu (głos)
  - teju z Milion lat przed naszą erą (głos)
  - Dimetrodon z Milion lat przed naszą erą (głos)
  - La Carcagne z The Giant Claw (głos)
- William Paulson – Pluthar
- Sonny Carl Davis – Norton
- Alejandro Rey – Spiro Xeros
- Randi Brooks – Cherry
- Ian Patrick Williams – oficer policji Nutky
- John Leamer – szofer Al

## Produkcja
Film został wspólnie nakręcony z inną produkcją Empire International Pictures – Trollem we Włoszech, w studiu Stabilimenti Cinematografici Pontini pod Rzymem. Wiele osób z tej samej ekipy pracowało przy obu produkcjach, w tym projektant efektów stworzeń, m.in. John Carl Buechler (który również wyreżyserował Trolla), operator Romano Albani i kompozytor Richard Band. Oba filmy zostały wydane w Stanach Zjednoczonych w odstępie miesiąca od siebie.

## Odbiór
Potwór z kosmosu spotkał się z negatywną opinią krytyków.
Janet Maslin z The New York Times napisała: „Styl filmu jest tak zarozumiały i głupi, że trudno powiedzieć, czy stworzenia ociekające pierwotnym szlamem są mniej atrakcyjne niż Puttermanowie” i nazwała film „hałaśliwie [sic] campowym bez najmniejszego bycia przewrotnym”. Variety odrzuciło ją jako „niezaangażowany komediothriller science-fiction, który ze względu na szokującą moc opiera się raczej na lepkich efektach potworów niż filmowej finezji (...) z wyraźnym zamiarem wypowiedzenia się na temat naszego nienaturalnego polegania na telewizji i ogólnie w technologii, filmowcy być może obgryzli się za dużo”. Rick Kogan z Chicago Tribune dał filmowi jedną gwiazdkę na cztery i nazwał go „z pewnością złym filmem” ze „sporą ofertą, która jest niesmaczna”, ale uznał go również za „dziwnie sympatyczny”, ponieważ Nicolaou „spisał się lepiej przy pracy niż większość, którzy zmierzyli się z tym konkretnym rytmem. Ma dobre wyczucie tempa, jeśli nie napięcia, dobre oko do szczegółów, nawet jeśli często nadmierne i okazjonalne wybuchy humoru”.